# Colonizarea lui Titan

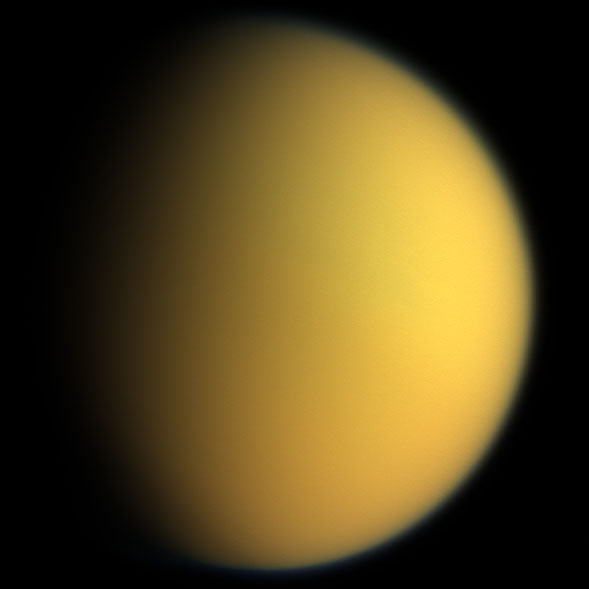
Titan în culori reale

Titan (cel mai mare satelit al lui Saturn) este unul dintre principalii candidații pentru colonizare în sistemul solar exterior. Unul dintre motivele de bază pentru colonizarea satelitului este prezența hidrocarburilor pe acesta, pe baza cărora operează în prezent cea mai mare parte a tehnologiilor de pe Pământ. 
În procesul de colonizare al Titanului ar trebui să se ia în considerare, de asemenea, posibilitatea existenței unor compuși organici lichizi ori chiar de viață non-oxigenată. Actual program de planuri pilotate al NASA, confirmă faptul că Titan alături de Enceladus, constituie obiectivele prioritare pentru viitoarele misiuni de recunoaștere (către mijlocul anilor 2020), și mai ulterior acestora, de trimitere a unor echipaje umane.

## Perspective
Potrivit Agenției Spațiale Europene, hidrocarburi lichide pe suprafața lui Titan sunt de câteva sute de ori mai mult decât de petrol și gaz natural pe Terra. Rezervele dovedite de gaze naturale de pe Pământ sunt aproximativ 130 de miliarde de tone, ceea ce este suficient pentru a alimenta Statele Unite pentru încălzirea locuințelor, răcire și de iluminare pentru o perioadă de 300 de ani. Aceasta este echivalentă cu cantitatea de combustibil din fiecare dintre zecile de lacuri de metan de pe Titan.
După cum a menționat Michael Anisimov, futurist, fondator al mișcării Accelerating Future („Accelerarea viitorului”), Titan dispune de toate elementele de bază necesare pentru viață: carbon, hidrogen, azot și oxigen. Rezervele sale de hidrocarburi uriașe ar putea servi drept o sursă excelentă de energie pentru potențialii coloniști, care nu vor trebui să-și facă griji pentru razele cosmice din cauza atmosferei dense. Radiațiile provenite de la centurile radiative ale lui Saturn sunt mult mai minore decât cele emanate de Jupiter. Atmosfera lui Titan este atât de densă încât zborurile deasupra Titanului vor fi principala formă de transport. Presiunea sa este egală cu cea experimentată de scafandrii la o adâncime de 5 metri sub apă. O altă problemă este prezența acidul cianhidric, care poate ucide o persoană în câteva minute, chiar și la concentrații scăzute. Cu toate acestea, acest lucru nu împiedică Titanul să fie considerat ca una dintre cele mai promițătoare corpuri cerești în scop de colonizare.

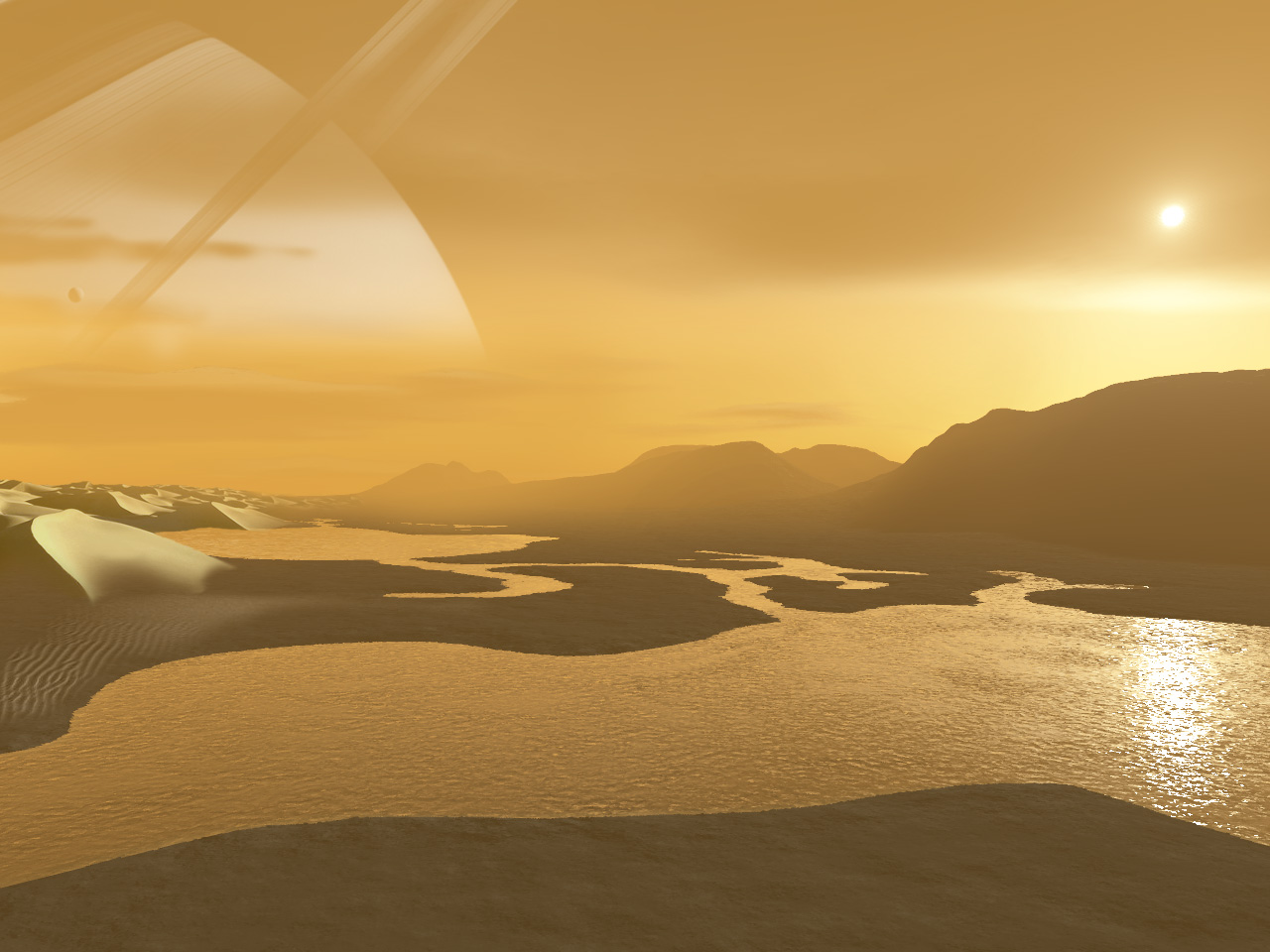
Vedere imaginară de pe Titan, cu Saturn în stânga

Într-un studiu The Space Monitor se constată că Titan este un loc ideal pentru supraviețuirea oamenilor. Apa și metanul disponibile pe Titan pot fi folosite drept combustibil pentru rachete, precum și pentru a asigura viabilitatea coloniei. Azotul, metanul și amoniacul pot fi folosiți ca o sursă de îngrășământ pentru cultivarea alimentelor. Apa poate fi folosită pentru băut și pentru generarea de oxigen. Având în vedere limitarea rezervele de petrol, Titan poate fi un obiectiv major al viitorului economiei mondiale. În cazul în care într-o bună zi se va face un progres în domeniul energiei de fuziune, omenirea va avea nevoie de două lucruri rar întâlnite pe Pământ: heliu-3 și deuteriu. Saturn are un volum relativ mare a acestor resurse și Titan poate servi drept un punct intermediar pentru începerea producției și transportării în continuare de heliu-3 și deuteriu de pe Saturn.
Omul de știință american, Dr. Robert Bussard a calculat că o misiunea spre Titan, ce un echipaj de 400 de persoane, cu scopul de a crea o colonie acolo, cu 24 mii de tone de sarcină utilă la bord (inclusiv toate modulele de cazare necesare și resursele necesare pentru susținerea vieții, cu condiția folosirii tehnologiei QED), precum și aigurare cu vehicule și combustibil pentru bugetul SUA va costa aproximativ 16.21 miliarde dolari pe an. Cu toate acestea, după cum Bussard continua activitatea sa în alta, pentru ca misiunea a fost efectuat în cel puțin zece ani, necesită motoare cu reacție mai puternice capabile de a ajunge Titan saptamani, luni, ani nu. 
Perspectivele de colonizare a Titanului sunt legate de oamenii de stiință americani cu colonizarea unui alt satelit al lui Saturn, Enceladus, care ca și Titan, are un potențial enorm pentru colonizare și mii de locații pentru înființarea așezărilor, care pot deveni locuințe permanente pentru coloniști. Pentru aceste scopuri va fi lansată sonda Titan Saturn System Mission; o misiunea de a studia perspectivele de colonizare a Titanului și lui Enceladus. Consiliul științific al astrobiologilor Institutului NASA în rezoluția sa din 22 septembrie 2008 a inclus Titanul în lista celor mai prioritate obiectele astrobiologice din sistemul solar. După cum a menționat Julian Nott, un viitor zbor cu echipaj uman la bord va fi probabil pilotat de un robot pentru a prefixa și explora mai bine posibilitatea de a crea așezări pe obiectul respectiv.